# Wayne Blair
Pour les articles homonymes, voir Blair.
Wayne Blair, né le 28 novembre 1971 à Taree, en Nouvelle-Galles du Sud, est un acteur, réalisateur et scénariste australien.
Il est notamment connu pour avoir réalisé le film Les Saphirs (2012).

## Filmographie

### Comme acteur
- 2005 : The Djarn Djarns (court métrage) de lui-même : Wayne
- 2012 : Wish You Were Here de Kieran Darcy-Smith (en) : Willis
- 2012-2103 : Redfern Now (en) (série télévisée), 5 épisodes : Aaron Davis
- 2013 : The Turning, segment Family de Shaun Gladwell : Max Leaper
- 2015 : Redfern Now: Promise Me (téléfilm) de Rachel Perkins (en) : Aaron Davis
- 2018 : Mystery Road (série télévisée), 6 épisodes : Larry Dime
- 2018 : Emu Runner (en) d'Imogen Thomas : Jay Jay
- 2020 : Tyler Rake de Sam Hargrave : Koen
- 2022 : Seriously Red (en) de Gracie Otto (en) : Lionel
- 2023 : The New Boy de Warwick Thornton : George

### Comme réalisateur
- 2002 : Black Talk (court métrage)
- 2005 : The Djarn Djarns (court métrage)
- 2012 : Les Saphirs
- 2012-2103 : Redfern Now (en) (série télévisée), 2 épisodes
- 2015 : Insurrection (Septembers of Shiraz)
- 2019 : Top End Wedding (en)
- 2020 : Mystery Road (série télévisée), 2 épisodes
- 2021 : Dirty Dancing (téléfilm)

### Comme scénariste
- 2002 : Black Talk (court métrage) de lui-même
- 2005 : The Djarn Djarns (court métrage) de lui-même
- 2009 : Ralph (court métrage) de Deborah Mailman
- 2103 : Redfern Now (en) (série télévisée), 1 épisode